# Парламентские выборы в Лаосе (1960)
Парламентские выборы в Лаосе в 1960 году состоялись 24 апреля. В выборах участвовало 4 политических партии, победу одержала партия Комитет защиты национальных интересов, которая получила 34 из 59 мест в Национальном собрании.

## Результаты выборов
| Партия                                | Число голосов | %   | Мест в Национальном собрании | +/-          |
| ------------------------------------- | ------------- | --- | ---------------------------- | ------------ |
| Комитет защиты национальных интересов |               | 58  | 34                           | Новая партия |
| Народное ралли Лаоса                  |               | 29  | 17                           | -16▼         |
| Национальный фронт Лаоса              |               | 0   | 0                            | -9▼          |
| Сантхифаб                             |               | 0   | 0                            | -4▼          |
| Независимые                           |               | 13  | 8                            | +4▲          |
| Признано недействительными            |               | -   | -                            |              |
| Всего                                 |               | 100 | 59                           | -1▼          |
| Источники: Nohlen и др.               |               |     |                              |              |